# NGC 5275
NGC 5275 is een lensvormig sterrenstelsel in het sterrenbeeld Jachthonden. Het hemelobject werd op 25 mei 1881 ontdekt door de Franse astronoom Édouard Jean-Marie Stephan.

## Synoniemen
- MCG 5-32-67
- IRAS 13546+2924
- ZWG 161.124
- VV 543
- PGC 48544